# 阎婉
阎婉（622年—690年8月17日），字婉，雍州万年（陕西西安）人，祖籍河南郡河阴县。11岁时嫁给唐太宗第四子濮恭王李泰为王妃。

## 家世
曾祖阎庆，魏龙骧将军、大安公。祖父阎毗，隋殿内监、石保公。父阎立德，唐任工部尚书、大安公，弟閻莊。

## 生平
阎婉为阎立德长女，貞觀六年（632年）11岁时即被选为越王妃，婚后生长子，四岁时，长孙皇后养于宫中，命名为李欣。贞观十年，徙为魏王妃，贞观十七年李泰与太子李承乾争夺太子之位，被降封为东莱郡王，不久改封为顺阳郡王，徙居均州之郧乡县（今湖北郧县）。贞观十八年（644年）生次子新安郡王李徽。
武则天垂拱年间，长子嗣濮王李欣被酷吏陷害，贬谪到广西的环州（今环江县），途中在桂州遇害，阎婉与儿媳周氏扶柩回乡，“羁旅艰虞，沉忧成疾”，以天授元年九月八日（690年8月17日），在邵州（今湖南邵阳市）去世，享年六十九。

## 墓志铭
《大唐故濮恭王妃阎氏墓志铭并序》
妃讳婉，字婉，河南人也。曾祖庆，魏龙骧将军、大安公。祖毗，隋殿内监、石保公。父立德，工部尚书、大安公。妃即公之长女。年十一，膺选归王。王是太宗第三子，封于魏者。贞观中，王以事贬为顺阳王，徙均州郧乡县。至永徽年，王薨于迁所，追赠濮王。垂拱之际，有命除其子嗣濮王欣为颍州刺史。无何，令环州安置。未至，遘祸薨于途中。妃羁旅艰虞，沉忧成疾。以天授元年九月八日，奄薨于邵州官舍，春秋六十有九。呜呼哀哉！有妇周氏，即欣之妻，尽孝承姑，历险奉柩。以证圣元年九月八日，遂权窆于洛州龙门之北原。洎嫡孙国子祭酒嗣濮王峤，孝感天伦，情深罔极，迁于旧殡，将赴郧乡。粤以开元十二年岁次甲子六月二日，祔葬于恭王墓西北隅，遵先志，礼也。乃为铭曰：
生荣死哀兮王之门，哀昔荣今兮赖哲孙，归来归来兮无留魂。